# Kanata
Kanata är ett samhälle i östra Ontario i Kanada. Kanata är förort till Ottawa, och ligger cirka 22 kilometer väst-sydväst om centrala Ottawa, Kanata hade 2011 en befolkning 101 760 invånare. Kanata blev egen stad 1978, och uppgick i Ottawa 2001.

## Borgmästare
1. Marianne Wilkinson (1978–1985)
2. Des Adam (1985–1991)
3. Merle Nicholds (1991–2000)

### Fotnoter
1. ↑  ”Census Profile” (på engelska). Statistics Canada. 21 mars 2011. http://www12.statcan.gc.ca/census-recensement/2011/dp-pd/prof/details/page.cfm?Lang=E&Geo1=POPC&Code1=0399&Geo2=PR&Code2=35&Data=Count&SearchText=&SearchType=Begins&SearchPR=01&B1=All&Custom=&TABID=1. Läst 2 mars 2014.